# Salonga nationalpark
Salonga nationalpark (franska: Parc National de la Salonga) ligger i Kongo-Kinshasa och är Afrikas största tropiska regnskogsreservat.
Den ligger i provinserna Tshuapa (huvuddelen), Mai-Ndombe, Kasaï och Sankuru, i den centrala delen av landet, 700 km öster om huvudstaden Kinshasa.
Parken är hem för många endemiska och utrotningshotade arter såsom dvärgchimpans, skogselefant och Zairepåfågel.
Salonga nationalpark är sedan 1984 ett världsarv. På grund av den snabbt minskade populationen av vita noshörningar sattes parken redan från början upp på Unescos lista över hotade världsarv. Efter att ett antal olika åtgärder satts in har populationen lyckligtvis återhämtat sig något. Därför lyftes Salonga från denna lista 1992. Stabiliteten i landets östra delar har dock försämrats vilket ledde till att parken åter blev upptagen på listan över hotade världsarv 1999.
I Salonga nationalpark växer i huvudsak städsegrön lövskog.